# WikiLegalAid
WikiLegalAid е уики сайт на украински език с безплатна справочна и информационна платформа, база данни с правни съвети. Информацията в сайта се актуализира при промени в законодателството и съдебната практика на Украйна. Подходящ е за практикуващи адвокати, студенти по право, правозащитници и обикновени граждани.

## История
Първите редакции на сайта са от края на февруари до началото на март 2016 г. Първоначално тази база от данни съществува само за служители от системата за безплатна правна помощ, като от 13 декември 2018 г. сайтът вече е общодостъпен. Оттогава той съдържа повече от 1400 консултации по правни въпроси, с които клиентите се обръщат към системата за безплатна правна помощ.
През юли 2020 г. стартира мобилното приложение „Безплатна правна помощ“.